# Сподњи Петелињек
Сподњи Петелињек (словен. Spodnji Petelinjek) је насељено место у општини Луковица, Средњесловенска регија, Словенија.

## Историја
До територијалне реорганизације у Словенији био је у саставу старе општине Домжале.

## Становништво
У попису становништва из 2011. године, Сподњи Петелињек је имао 26 становника.
| Број становника према пописима | Број становника према пописима | Број становника према пописима |
| ------------------------------ | ------------------------------ | ------------------------------ |
| 1991                           | 2002                           | 2011                           |
| 25                             | 26                             | 26                             |